# Pingasa candidaria
Pingasa candidaria är en fjärilsart som beskrevs av Warren. Pingasa candidaria ingår i släktet Pingasa och familjen mätare. Inga underarter finns listade i Catalogue of Life.